# Dzieci pani Pająkowej ze Słonecznej Doliny
Dzieci pani Pająkowej ze Słonecznej Doliny (ang. Miss Spider's Sunny Patch Kids, 2003) – amerykańskie–kanadyjskie animowany film telewizyjny, prequel serialu dla dzieci: Pani Pająkowa i jej przyjaciele ze Słonecznej Doliny.

## Obsada
- Brooke Shields – Pani Pająkowa
- Rick Moranis – Holley
- Tony Jay – Spiderus
- Scott Beaudin – Squirt
- Rebecca Brenner – Shimmer
- Austin Di Iulio – Spinner
- Mitchell Eisner – Dragon
- Patricia Gage – Betty Beetle
- Emily Hampshire – Katie

i inni

## Wersja polska
Wersja polska: TVP Agencja Filmowa

Reżyseria: Dorota Kawęcka

Dialogi: Joanna Kuryłko

Tłumaczenie: Magdalena Szczurowska

Dźwięk: Wiesław Jurgała

Montaż: Danuta Rajewska

Kierownictwo produkcji: Monika Wojtysiak

Kierownictwo muzyczne: Piotr Gogol

Teksty piosenek: Wiesława Sujkowska

Piosenki śpiewali: Małgorzata Augustynów, Magdalena Tul, Magdalena Krylik, Katarzyna Łaska i Piotr Gogol

Udział wzięli:
- Agnieszka Fajlhauer
- Brygida Turowska
- Anna Apostolakis
- Magdalena Wójcik
- Marcin Bukowski
- Anna Sroka
- Jan Aleksandrowicz
- Joanna Jędryka
- Beata Jankowska
- Krystyna Kozanecka

i inni